# Afrotrogus rufipedalis
Afrotrogus rufipedalis är en stekelart som först beskrevs av Morley 1919.  Afrotrogus rufipedalis ingår i släktet Afrotrogus och familjen brokparasitsteklar. Inga underarter finns listade i Catalogue of Life.